# Tokyo International Anime Fair
Le Tokyo International Anime Fair (東京国際アニメフェア, Tokyo Anime Fair International), abrégé en TAF, est le plus grand salon sur les anime au monde qui se passe chaque année à Tokyo au Japon. Le président de cet événement est le gouverneur de Tokyo, Shintarō Ishihara, qui contribua à sa création et sa promotion.

## Menace de boycott de l'édition 2011
En décembre 2010, un groupe de 10 gros éditeurs[Lesquels ?] de manga connus sous le nom de The Comic 10 Society (コミック10社会, Komikku 10 Shakai) annonça son intention de boycotter l'édition 2011 en réaction à un projet de régulation des ventes de manga et d'anime visant le public mineur.[réf. nécessaire]

## Fréquentation
| Année | Visiteurs |
| ----- | --------- |
| 2012  | 98 923    |
| 2011  | -         |
| 2010  | 132 492   |
| 2009  | 129 819   |
| 2008  | 126 622   |
| 2007  | 107 713   |
| 2006  | 98 984    |
| 2005  | 83 966    |
| 2004  | 72 773    |
| 2003  | 64 698    |
| 2002  | 20 163    |

Référence